# Stazione di Kugenuma-Kaigan
La stazione di Kugenuma-Kaigan (鵠沼海岸駅?, Kugenuma-Kaigan-eki) è una stazione ferroviaria situata nella città di Fujisawa, nella prefettura di Kanagawa, in Giappone, ed è servita dalla linea Odakyū Enoshima delle Ferrovie Odakyū.

## Linee
Ferrovie Odakyū
● Linea Odakyū Enoshima

## Struttura
La stazione è dotata di due marciapiedi laterali con due binari passanti in superficie. Il fabbricato viaggiatori, lungo il binario in direzione Shinjuku, dispone di una serie di tornelli, e per attraversare i binari è disponibile una passerella con ascensori e scale mobili.
| 1 | ● Linea Odakyū Enoshima | per Katase-Enoshima                                        |
| 2 | ● Linea Odakyū Enoshima | per Fujisawa, Yamato, Sagami-Ōno, Shinjuku e linea Chiyoda |

## Stazioni adiacenti
| «                     | Servizio                  | »                     |
| Linea Odakyū Enoshima | Linea Odakyū Enoshima     | Linea Odakyū Enoshima |
| --------------------- | ------------------------- | --------------------- |
| Hon-Kugenuma          | Locale                    | Katase-Enoshima       |
| Transito              | Espresso1 Espresso rapido | Transito              |

- 1: alcuni espressi fermano